# 熊本県道329号原植木線
熊本県道329号原植木線（くまもとけんどう329ごう はるうえきせん）は、熊本県菊池市から熊本市北区に至る一般県道である。

## 概要
起点からそのまま直進すると国道387号と接し、菊池渓谷方面に向かうことができる。

### 路線データ
- 起点：熊本県菊池市原（熊本県道201号二重峠菊池線交点）
- 終点：熊本県熊本市北区植木町一木（国道3号交点）

## 路線状況

### 重複区間
- 熊本県道23号菊池赤水線（菊池市旭志伊萩）
- 熊本県道138号辛川鹿本線（菊池市泗水町豊水）
- 熊本県道37号熊本菊鹿線（菊池市泗水町田島 - 菊池市泗水町南田島）

### 道の駅
- すいかの里 植木（熊本市北区）

## 地理

### 通過する自治体
- 菊池市
- 熊本市（北区）

### 交差する道路
| 交差する道路                                   | 市町村名 | 市町村名 | 交差する場所 | 交差する場所     |
| ---------------------------------------------- | -------- | -------- | ------------ | ---------------- |
| 熊本県道201号二重峠菊池線                      | 菊池市   | 菊池市   | 原           | 起点             |
| 熊本県道139号旭志鹿本線                        | 菊池市   | 菊池市   | 旭志弁利     |                  |
| 熊本県道23号菊池赤水線 重複区間起点            | 菊池市   | 菊池市   | 旭志伊萩     |                  |
| 熊本県道23号菊池赤水線 重複区間終点            | 菊池市   | 菊池市   | 旭志伊萩     |                  |
| 国道325号                                      | 菊池市   | 菊池市   | 旭志伊坂     | 旭志伊坂交差点   |
| 熊本県道316号住吉熊本線                        | 菊池市   | 菊池市   | 泗水町住吉   |                  |
| 熊本県道138号辛川鹿本線 重複区間起点           | 菊池市   | 菊池市   | 泗水町豊水   |                  |
| 熊本県道204号西古閑泗水線                      | 菊池市   | 菊池市   | 泗水町豊水   |                  |
| 国道387号 熊本県道138号辛川鹿本線 重複区間終点 | 菊池市   | 菊池市   | 泗水町豊水   | 泗水町吉富交差点 |
| 熊本県道37号熊本菊鹿線 重複区間起点            | 菊池市   | 菊池市   | 泗水町田島   |                  |
| 熊本県道37号熊本菊鹿線 重複区間終点            | 菊池市   | 菊池市   | 泗水町南田島 |                  |
| 熊本県道199号南田島豊田線                      | 菊池市   | 菊池市   | 泗水町南田島 |                  |
| 国道3号                                        | 熊本市   | 北区     | 植木町一木   | 終点             |

### 沿線
- 菊池川
- 菊池渓谷
- 菊池市役所 旭志総合支所
- 菊池市役所 泗水総合支所
- 菊池市立泗水東小学校
- 菊池市立泗水中学校
- 菊池市立泗水小学校
- 菊池市立泗水西小学校
- 熊本市立山東小学校
- 熊本市 北区役所